# Trifolium bivonae
Trifolium bivonae är en ärtväxtart som beskrevs av Giovanni Gussone. Trifolium bivonae ingår i släktet klövrar, och familjen ärtväxter. Inga underarter finns listade i Catalogue of Life.